# Saison 4 de NCIS : Enquêtes spéciales
Chronologie
Saison 3 Saison 5
Cet article présente le guide des épisodes la quatrième saison de la série télévisée NCIS : Enquêtes spéciales.

## Distribution

### Acteurs principaux
- Mark Harmon (VF : Hervé Jolly) : Leroy Jethro Gibbs
- Michael Weatherly (VF : Xavier Fagnon) : Anthony D. DiNozzo Jr.
- Cote de Pablo (VF : Cathy Diraison) : Ziva David
- Pauley Perrette (VF : Anne O'Dolan) : Abigail Sciuto
- Sean Murray (VF : Adrien Antoine) : Timothy McGee
- Lauren Holly (VF : Élisabeth Wiener) : Jennifer Shepard
- David McCallum (VF : Michel Le Royer) : Donald Mallard

### Acteurs récurrents
- Brian Dietzen (VF : Christophe Lemoine) : Jimmy Palmer, assistant du médecin légiste (épisodes 1, 5, 6, 8, 15, 16, 22 à 24)
- Liza Lapira : Michelle Lee, agent spécial du NCIS (petite amie de Jimmy Palmer) (épisodes 1, 5, 8, 10, 15, 16 et 24)
- Muse Watson (VF : Bruno Carna) : Mike Franks, ancien agent spécial du NIS (épisodes 1, 4 et 18)
- Don Franklin : Ron Sacks, agent spécial du FBI (épisodes 1 et 10)
- Mary Mouser : Kelly Gibbs (épisodes 2 et 6)
- Payton Spencer : Emily Fornell (fille de Tobias Fornell et Diane Sterling (épisode 2)
- Stephanie Mello : Cynthia Sumner, secrétaire de Jenny Shepard (épisode 5, 23 et 24)
- Susanna Thompson : Lieutenant-Colonel Hollis Mann (épisodes 7, 13, 17, 19 et 22)
- Scottie Thompson : Jeanne Benoit, médecin (petite amie de DiNozzo) (épisodes 7 à 13, 15, 18, 19, 21 à 24)
- Joe Spano (VF : Gérard Rinaldi) : Tobias C. Fornell, agent spécial du FBI (épisodes 2, 10, 21 et 24)
- David Dayan Fisher : Trent Thomas Kort, Officier de la CIA (épisodes 10, 11, 21, 23 et 24)
- Armand Assante : René Benoit, marchand d'armes international (épisodes 14, 23 et 24)
- Jessica Steen : Paula Cassidy, agent spécial du NCIS (ancienne petite amie d'Anthony DiNozzo) (épisode 19)

## Diffusion
Cette saison comporte 24 épisodes, elle est diffusée du 19 septembre 2006 au 22 mai 2007 sur CBS.
Au Canada, la saison a été diffusée sur le système CH, le réseau secondaire de Global.
En France, la diffusion sur M6, va du 26 octobre 2007 au 22 février 2008.
La saison comprend un fil rouge avec la traque de la "Grenouille", un trafiquant d'arme, traqué sans relâche par Jenny Shepard, elle implique également DiNozzo qui est infiltré auprès de la fille de ce dernier.
Brian Dietzen, Muse Watson et Joe Spano sont revenus en tant que récurrents lors de plusieurs épisodes.
Plusieurs autres personnages réguliers sont également apparus dans cette saison dont David Dayan Fisher qui interprète Trent Kort, un agent de la CIA et Liza Lapira qui elle joue Michelle Lee, petite amie de Jimmy Palmer et agent spécial du NCIS.
Cette saison marque le départ du producteur et créateur de la série Donald P.Bellisario, en raison de conditions de tournage trop dures de sa part et une mauvaise entente avec la star de la série Mark Harmon.

## Épisodes

### Épisode 1:Coup monté
- États-Unis : 19 septembre 2006 sur CBS
- France : 26 octobre 2007 sur M6
- Québec : 7 janvier 2008 sur Historia
- Belgique : 23 janvier 2008 sur RTL-TVI

- États-Unis : 13,1 millions de téléspectateurs[3]
- France : 6,75 millions de téléspectateurs (27,4 % de pda*)
- Belgique : 480 000 téléspectateurs (26,8 % de pda*)

- Brian Dietzen (Jimmy Palmer) 1/9
- Muse Watson (Michael Franks) 1/3
- Liza Lapira (Michelle Lee) 1/7
- Don Franklin (Ron Sacks)
- Eli Danker (Michael Bashan)
- Eyal Podell (Namir Eschel)
- Saba Homayoon (Faatin Amal)
- Susan Santiago (Camila Charo)
- Sheila Frazier (Debra Green)

### Épisode 2:Le Fugitif
- États-Unis : 26 septembre 2006 sur CBS
- France : 26 octobre 2007 sur M6
- Québec : 8 janvier 2008 sur Historia
- Belgique : 23 janvier 2008 sur M6

- États-Unis : 13,8 millions de téléspectateurs[4]
- France :
  - 6,75 millions de téléspectateurs (28,6 % de pda*)
  - 5,0 millions de téléspectateurs (rediffusion du 6 avril 2012)[5]
- Belgique : 440 000 téléspectateurs (24,6 % de pda*)

- Hal Holbrook (Mickey Stokes)
- Brandon Barash (Derrick Paulson)
- Wayne Péré (Stanley Springer)
- Courtney Gains (Gary Silverstin)
- Judyann Elder (Marny Mathers)
- Mary Mouser (Kelly Gibbs)
- Payton Spencer (Emily Fornell)
- Joe Spano (Tobias C.Fornell) 1/4

### Épisode 3:Recherche mari désespérément
- États-Unis : 3 octobre 2006 sur CBS
- France : 26 octobre 2007 sur M6
- Québec : 9 janvier 2008 sur Historia

- États-Unis : 15,5 millions de téléspectateurs[6]
- France :
  - 6,0 millions de téléspectateurs (31,3 % de pda*)
  - 4,24 millions de téléspectateurs (16,6 % de pda* ; rediffusion du 1er janvier 2010)[7]
  - 3,7 millions de téléspectateurs (rediffusion du 6 avril 2012)[5]

- Heather Avery Clyde (Anne Sullivan)
- Seamus Dever (Graham Thomas)
- Misha Collins (Justin Farris)
- Claire Coffee (Nikki Crawshaw)
- Daniel Hagen (Calvin Hooper)
- Mike Beaver (Larry West)
- Mieko Hillman (Jennifer Murphy)
- Melinda Clarke (Photo vieillie de la fille de Gibbs et Jenny)

### Épisode 4:L'Appât
- États-Unis : 10 octobre 2006 sur CBS
- France : 30 octobre 2007 sur M6
- Québec : 10 janvier 2008 sur Historia

- États-Unis : 15,57 millions de téléspectateurs[8]
- France :
  - 5,78 millions de téléspectateurs (21,6 % de pda*)[9]
  - 5,0 millions de téléspectateurs (rediffusion du 13 avril 2012)[10]

- Muse Watson (Michael Franks) 2/3
- Geoffrey Pierson (Roy Carver)
- Ravil Isyanov (Nikolaï Puchenko)
- Vj Foster (Arkady Kobach)
- Albie Selznick (Marty Allen)
- Nolan North (Lou Giotti)
- Armando Molina (Miguel Fernandez)

### Épisode 5:Âmes sœurs
- États-Unis : 17 octobre 2006 sur CBS
- France : 30 octobre 2007 sur M6
- Québec : 11 janvier 2008 sur Historia

- États-Unis : 15,75 millions de téléspectateurs[11]
- France :
  - 6,1 millions de téléspectateurs (23,3 % de pda*)[9]
  - 4,4 millions de téléspectateurs (16,4 % de pda* ; rediffusion du 3 février 2009)[12]
  - 3,7 millions de téléspectateurs (rediffusion du 13 avril 2012)[10]

- Brian Dietzen (Jimmy Palmer) 2/9
- Stéphanie Mello (Cynthia Sumner)
- Liza Lapira (Michelle Lee) 2/7
- Rebecca Wisocky (Jody Carvell)
- Matt Winston (Rick Carvell)
- Rachel Boston (Siri Albert)
- Elisa Donovan (Rebecca Kemp)
- Derek Webster (Stengel)
- Tom Kiesche (Bob Whitehead)

### Épisode 6:Le Mystère d'Halloween
- États-Unis : 31 octobre 2006 sur CBS
- France : 2 novembre 2007 sur M6
- Québec : 12 janvier 2008 sur Historia

- États-Unis : 15,94 millions de téléspectateurs[13]
- France :
  - 6,06 millions de téléspectateurs (25,1 % de pda*)[14]
  - 5,2 millions de téléspectateurs (20,0 % de pda* ; rediffusion du 20 avril 2012)[15]

- Brian Dietzen (Jimmy Palmer) 3/9
- Cheryl White (Rebecca Biddle)
- Katie Amanda Keane (Laurie Niles)
- Scott Michael Campbell (Robert Miller)
- Susan Diol (Leslie Burke)
- Graham Shiels (Martin Jansen)
- Garikayi Mutambirwa (Augie Breen)
- Robert Reinis (Drew Paragon)
- Kali Majors (Sarah Niles)
- David Earnest (Erik Niles)
- Mary Mouser (Kelly Gibbs)

### Épisode 7:Duo d'enfer
- États-Unis : 7 novembre 2006 sur CBS
- France : 9 novembre 2007 sur M6
- Québec : 14 janvier 2008 sur Historia

- États-Unis : 15,72 millions de téléspectateurs (meilleure audience)[16]
- France :
  - 6,69 millions de téléspectateurs (28,2 % de pda*)[14]
  - 4,0 millions de téléspectateurs (21,5 % de pda* ; rediffusion du 20 avril 2012)[15]

- Susanna Thompson (Lieutenant-Colonel Hollis Mann) 1/5
- Scottie Thompson (Dr Jeanne Benoit) 1/14
- Blake Bashoff (Josh Cooper)
- Enzo Cilenti (Mamoun Sharif)
- David Fabrizio (Colonel Frederick Cooper)
- Arnell Powell (Abraham Moussalah)

### Épisode 8:Héros d'un jour
- États-Unis : 14 novembre 2006 sur CBS
- France : 9 novembre 2007 sur M6
- Québec : 15 janvier 2008 sur Historia

- États-Unis : 15,8 millions de téléspectateurs[17]
- France :
  - 6,18 millions de téléspectateurs (24,1 % de pda*)[18]
  - 4,3 millions de téléspectateurs (15,8 % de pda* ; rediffusion du 10 février 2009)[19]

- Liza Lapira (agent Michelle Lee) 3/7
- Scottie Thompson (Dr Jeanne Benoit) 2/14
- Ming Lo (la jeune victime)
- Jonathan Woodward
- Ned Schmidtke
- Francesco Quinn (Luis)
- Michael Gilden

### Épisode 9:Esprit de famille
- États-Unis: 21 novembre 2006 sur CBS
- France: 16 novembre 2007 sur M6
- Québec : 16 janvier 2008 sur Historia

- États-Unis : 17 millions de téléspectateurs[20]
- France :
  - 7,09 millions de téléspectateurs (26,7 % de pda*)[21]
  - 4,3 millions de téléspectateurs (16,2 % de pda* ; rediffusion du 10 février 2009)[22]

- Troian Bellisario (Sarah McGee)
- Scottie Thompson (Dr Jeanne Benoit) 3/14
- John Cabrera
- April Matson
- Katherine Bailess
- Fidel Gomez

### Épisode 10:Le Monstre
- États-Unis : 28 novembre 2006 sur CBS
- France : 17 novembre 2007 sur M6
- Québec : 17 janvier 2008 sur Historia

- États-Unis : 17,96 millions de téléspectateurs[23]
- France : 5,38 millions de téléspectateurs[21] (22,1 % de pda*)

- Mandy June Turpin
- Don Franklin (Ron Sacks)
- Scottie Thompson (Dr Jeanne Benoit) 4/14
- Liza Lapira (agent Michelle Lee) 4/7
- Michael Gilden
- David Dayan Fisher (Trent Kort) 1/5
- Christopher Michael Moore
- Corey Stoll
- Sandra Hess
- Joe Spano (Tobias Fornell) 2/4

### Épisode 11:Otto
- États-Unis : 12 décembre 2006 sur CBS
- France : 23 novembre 2007 sur M6
- Québec : 18 janvier 2008 sur Historia

- États-Unis : 17,39 millions de téléspectateurs[24]
- France :
  - 6,24 millions de téléspectateurs (24,0 % de pda*)[25]
  - 3,72 millions de téléspectateurs (14,0 % de pda* ; rediffusion du 17 février 2009)[26]

- Lawrence Pressman
- Kevin Alejandro
- Peter Giles
- Scottie Thompson (Dr Jeanne Benoit) 5/14
- David Dayan Fisher (Trent Kort) 2/5
- Corey Stoll
- Sandra Hess
- Deidire Henry
- Ajay Mehta
- Jennifer Lynne Wetzel (Lieutenant Roni Seabrook)

### Épisode 12:Suspicion
- États-Unis : 16 janvier 2007 sur CBS
- France : 30 novembre 2007 sur M6
- Québec : 19 janvier 2008 sur Historia

- États-Unis : 15,95 millions de téléspectateurs[27]
- France :
  - 6,40 millions de téléspectateurs (25,1 % de pda*)[28]
  - 3,95 millions de téléspectateurs (15,5 % de pda* ; rediffusion du 17 février 2009)[29]
  - 4,65 millions de téléspectateurs (23,3 % de pda* ; rediffusion du 25 décembre 2009)[30]

- Mark Derwin
- Brain Howe
- Scottie Thompson (Dr Jeanne Benoit) 6/14
- Lynsey Bartilson
- Jon Cury
- Cas Anvar
- John Beasley
- Victor Raider-Wexler
- Dylan Ramsey (Asad Al Qutaji)
- Kunal Nayyar

### Épisode 13:La Loi du talion
- États-Unis : 23 janvier 2007 sur CBS
- France : 7 décembre 2007 sur M6
- Québec : 21 janvier 2008 sur Historia

- États-Unis : 14,83 millions de téléspectateurs[31]
- France :
  - 6,40 millions de téléspectateurs (25,7 % de pda*)[32]
  - 3,72 millions de téléspectateurs (20,4 % de pda* ; rediffusion du 17 février 2009)[33]

- Susanna Thompson (Lieutenant-Colonel Hollis Mann) 2/5
- Enzo Cilenti (Mamoun Sharif)
- Scottie Thompson (Dr Jeanne Benoit) 7/14
- Victor Webster
- David Starzyk
- Rob Brownstein
- David Barrera

### Épisode 14:La Grenouille
- États-Unis : 6 février 2007 sur CBS
- France : 14 décembre 2007 sur M6
- Québec : 22 janvier 2008 sur Historia

- États-Unis : 16,16 millions de téléspectateurs[34]
- France : 6,46 millions de téléspectateurs[35] (25,7 % de pda*)

- Armand Assante (René Benoît) 1/3

### Épisode 15:Amis et amants
- États-Unis : 13 février 2007 sur CBS
- France : 21 décembre 2007 sur M6
- Québec : 23 janvier 2008 sur Historia

- États-Unis : 15,36 millions de téléspectateurs[36]
- France : 5,89 millions de téléspectateurs[37] (23,3 % de pda*)

- Brian Dietzen (Jimmy Palmer) 5/9
- Scottie Thompson (Jeanne Benoit) 8/14
- Liza Lapira (Michelle Lee) 5/7

### Épisode 16:Mort à l'arrivée
- États-Unis : 20 février 2007 sur CBS
- France : 28 décembre 2007 sur M6
- Québec : 24 janvier 2008 sur Historia

- États-Unis : 15,41 millions de téléspectateurs[38]
- France :
  - 6,30 millions de téléspectateurs[39] (25,1 % de pda*)
  - 5,6 millions de téléspectateurs (Rediffusion du 21 novembre 2008)

- Brian Dietzen (Jimmy Palmer) 6/9
- Liza Lapira (Michelle Lee) 6/7
- Matthew Marsden (Lieutenant Roy Sanders)

### Épisode 17:Des cadavres dans le placard
- États-Unis : 27 février 2007 sur CBS
- France : 4 janvier 2008 sur M6
- Québec : 25 janvier 2008 sur Historia

- États-Unis : 16,16 millions de téléspectateurs[40]
- France : 6,4 millions de téléspectateurs[41] (25,2 % de pda*)

- Susanna Thompson (Hollis Mann) 3/5
- Corin Nemec (Len Grady)

### Épisode 18:Au nom du fils
- États-Unis : 20 mars 2007 sur CBS
- France : 11 janvier 2008 sur M6
- Québec : 26 janvier 2008 sur Historia

- États-Unis : 15,69 millions de téléspectateurs
- France : 
  - 6,7 millions de téléspectateurs(39,9 % de pda*)
  - 6,7 millions de téléspectateurs (Rediffusion du 21 novembre 2008)

- Scottie Thompson (Jeanne Benoit) 9/14
- Muse Watson (Mike Franks) 3/3

### Épisode 19:Pour la paix
- États-Unis : 3 avril 2007 sur CBS
- France : 18 janvier 2008 sur M6
- Québec : 28 janvier 2008 sur Historia

- États-Unis : 13,79 millions de téléspectateurs[42]
- France : 6,3 millions de téléspectateurs[43] (25,5 % de pda*)

- Sasha Roiz
- Jessica Steen (Paula Cassidy)
- Scottie Thompson (Jeanne Benoit) 10/14
- Susanna Thompson (Lieutenant Col. Mann) 4/5

### Épisode 20:Roman meurtrier
- États-Unis : 10 avril 2007 sur CBS
- France : 25 janvier 2008 sur M6
- Québec : 29 janvier 2008 sur Historia

- États-Unis : 14,38 millions de téléspectateurs[44]
- France : 6,9 millions de téléspectateurs[45] (27,6 % de pda*)

### Épisode 21:Jeu de dupes
- États-Unis : 24 avril 2007 sur CBS
- France : 1er février 2008 sur M6
- Québec : 30 janvier 2008 sur Historia

- États-Unis : 14,17 millions de téléspectateurs[46]
- France : 7 millions de téléspectateurs[47] (27,6 % de pda*)

- Joe Spano (Tobias C. Fornell) 3/4
- Scottie Thompson (Dr Jeanne Benoit) 11/14
- David Dayan Fisher (Trent Kort) 3/5

### Épisode 22:Dans l'obscurité
- États-Unis : 1er mai 2007 sur CBS
- France : 8 février 2008 sur M6
- Québec : 31 janvier 2008 sur Historia

- États-Unis : 13,83 millions de téléspectateurs[48]
- France : 6,5 millions de téléspectateurs[49] (26,3 % de pda*, meilleure audience de la soirée)

- Brian Dietzen (Jimmy Palmer) 7/9
- Scottie Thompson (Jeanne Benoit) 12/14
- Susanna Thompson (Lieutenant Col. Mann) 5/5
- John Billingsley (Jackson Scott)

### Épisode 23:Cheval de Troie
- États-Unis : 8 mai 2007 sur CBS
- France : 15 février 2008 sur M6
- Québec : 1er février 2008 sur Historia

- États-Unis : 13,88 millions de téléspectateurs[50]
- France : 6,9 millions de téléspectateurs[51] (26,7 % de pda*)

- Brian Dietzen (Jimmy Palmer) 8/9
- Scottie Thompson (Jeanne Benoit) 13/14
- Stephanie Mello (Cynthia)
- David Dayan Fisher (Trent Kort) 4/5
- Armand Assante (La Grenouille) 2/3

### Épisode 24:Révélations
- États-Unis : 22 mai 2007 sur CBS
- France : 22 février 2008 sur M6
- Québec : 2 février 2008 sur Historia

- États-Unis : 14,14 millions de téléspectateurs[52]
- France : 6,8 millions de téléspectateurs[53] (28,1 % de pda*)

- Brian Dietzen (Jimmy Palmer) 9/9
- Scottie Thompson (Jeanne Benoit) 14/14
- Heather Scobie (Diane Sterling)
- Stephanie Mello (Cynthia)
- Joe Spano (Tobias C. Fornell) 3/3
- Liza Lapira (Michelle Lee) 7/7
- David Dayan Fisher (Trent Kort) 5/5
- Armand Assante (La Grenouille) 3/3

## Audiences
Les audiences présentées ci-dessous sont celles de la première diffusion, inédite, des épisodes.

### En France
En millions de téléspectateurs

### Aux États-Unis
En millions de téléspectateurs